# Kitzscher
Kitzscher – miasto w Niemczech, w kraju związkowym Saksonia, w okręgu administracyjnym Lipsk, w powiecie Lipsk (do 31 lipca 2008 w powiecie Leipziger Land).
Kitzscher leży ok. 25 km na południe od Lipska i ok. 8 km od miasta Borna.

## Zabytki
- Zamek Thierbach

## Dzielnice
- Dittmannsdorf/Braußwig
- Hainichen
- Kitzscher
- Trages
- Thierbach